# Селиванов, Юрий Алексеевич
Юрий Алексеевич Селиванов (род. 28 июня 1940, Мантурово, Курская область) — российский политик, депутат Государственной Думы Федерального Собрания Российской Федерации 6-го созыва. Бывший депутат Белгородской областной думы, генеральный директор ОАО «Белгородский завод ЖБК-1».

## Биография
В 1963 году окончил Архангельский лесотехнический институт им. В. В. Куйбышева, по специальности инженер-технолог.
В 1971 году окончил всесоюзный заочный политехнический институт, по специальности инженер.
С 1963 по 1965 год — проходил службу в рядах Советской Армии. Работал мастером в Ольховском леспромхозе Вологодской области.
В 1966 году работал на заводе ОАО «Белгородский завод ЖБК-Г» — сначала в должности инженера ПТО, затем — начальника ПТО, заместителя директора по производству и комплектации.
В 1978 году — генеральный директор ОАО «Белгородский завод ЖБК-Г».
С 1993 по 2002 год — депутат совета депутатов г. Белгорода.
С 2002 по 2011 год — депутат Белгородской областной Думы третьего, четвёртого и пятого созывов, был членом комитета по развитию хозяйственного комплекса области.

### Депутат госдумы
В декабре 2011 года был избран депутатом Государственной Думы шестого созыва. Член фракции Политической партии Справедливая Россия. Член комитета ГД по жилищной политике и жилищно-коммунальному хозяйству.
Женат, имеет двух дочерей, двух внуков.